# Cuba ai Giochi della XVII Olimpiade
Cuba partecipò ai Giochi della XVII Olimpiade che si sono svolti a Roma dal 25 agosto all'11 settembre 1960, con una delegazione di 12 atleti impegnati in otto discipline per un totale di 15 competizioni. Portabandiera alla cerimonia di apertura fu il lottatore José Yañez.
Fu l'ottava partecipazione di questo paese ai Giochi. Non furono conquistate medaglie.